# Gmina Kula
Gmina Kula (serb. Opština Kula / Општина Кула) – gmina w Serbii, w Wojwodinie, w okręgu zachodniobackim. W 2018 roku liczyła 39 609 mieszkańców.